# Drum național 11A
Der Drum național 11A (rumänisch für „Nationalstraße 11A“, kurz DN11A) ist eine Hauptstraße in Rumänien.

## Verlauf
Die Straße zweigt in Onești in Fortsetzung des Drum național 12A vom Drum național 11 (Europastraße 574) ab und folgt dem Lauf des Trotuș bis in die Nähe der Mündung in den Sereth. In Adjud quert sie den Drum național 2 (Europastraße 85), mit dem sie über rund 5 km gemeinsam verläuft. Sie quert den Sereth und führt über Podu Turcului zum Drum național 24 (Europastraße 581), an dem sie am südlichen Stadtrand von Bârlad endet.
Die Länge der Straße beträgt rund 91 Kilometer.